# Мария Йозефа фон Харах
Мария Йозефа фон Харах-Рорау-Танхаузен (на немски: Maria Josepha Gräfin von Harrach zu Rohrau und Thannhausen; * 20 ноември 1727, Виена; † 15 февруари 1788, Роуднице над Лабем, Чехия) е графиня от Харах-Рорау-Танхаузен и чрез женитби княгиня на Лихтенщайн (1745 – 1748) и на Лобковиц в Бохемия (Чехия) (1752 – 1788).

## Биография
Тя е четвъртата дъщеря на граф Фридрих Август фон Харах-Рорау (1696 – 1749) и съпругата му принцеса Мария Елеонора Каролина фон Лихтенщайн (1703 – 1757), дъщеря на княз Антон Флориан фон Лихтенщайн (1656 – 1721) и графиня Елеонора Барбара Катарина фон Тун-Хоенщайн (1661 – 1723).
Мария Йозефа фон Харах умира на 60 години на 15 февруари 1788 г. в княжеската резиденция в Роуднице над Лабем в Северна Чехия и е погребана в капуцинския манастир там. Гробът ѝ не е запазен.

## Фамилия
Първи брак: на 19 март 1744 г. с братовчед си 7. княз Йохан Непомук Карл фон Лихтенщайн (* 6 юли 1724; † 22 декември 1748), син на княз Йозеф I Йохан Адам фон Лихтенщайн (1690 – 1732) и третата му съпруга графиня Мария Анна Катарина фон Йотинген-Шпилберг (1693 – 1729). Те имат три деца:
- Мариана (* октомври 1745; † 27 април 1752)
- Йохан Йозеф (* 5 май 1747; † 20 май 1747)
- Мария Антония (* 13 юни 1749, Виена; † 28 ай 1813, Виена), омъжена на 17 януари 1768 г. във Виена за 2. княз Йохан Венцел Паар (* 27 януари 1744; † 22 ноември 1812, Виена)

Втори брак: на 28 ноември 1752 г. за княз Йозеф Мария Карел фон Лобковиц (* 8 януари 1724; † 5 март 1802), син на княз Георг Кристиан фон Лобковиц (1686 – 1755) и графиня Мария Хенриета фон Валдщайн, господарка на Вартенберг (1702 – 1780). Той е таен съветник, фелдмаршал, дипломат в Русия (1764 – 1777) От 1764 до 1777 г. тя е в Петербург, където княз Лобковиц е начело на австрийското посолство. Те имат четири деца:
- Мария Елеонора (* 16 март 1753; † 20 март 1802), залейанска монахиня във Виена
- Йозеф Бернхард (* 20 август 1754; † 21 април 1768)
- Мария Йозефа (* 8 август 1756; † 4 септември 1823), омъжена на 2 октомври 1776 г. за княз Карл фон Ауершперг-Траутзон (* 21 октомври 1750; † 6 декември 1822)
- Фердинанд (* 15 ноември 1759; † 14 април 1761)

## Галерия
- Герб на графовете фон Харах-Рорау-Танхаузен
- Герб на фон Лихтенщайн
- Герб на фон Лобковиц